# Imperial, Saskatchewan
Imperial är en ort i Kanada.   Den ligger i provinsen Saskatchewan, i den sydöstra delen av landet, 2 300 km väster om huvudstaden Ottawa. Imperial ligger 510 meter över havet och antalet invånare är 321.
Terrängen runt Imperial är platt, och sluttar österut. Trakten runt Imperial är nära nog obefolkad, med mindre än två invånare per kvadratkilometer..
Trakten runt Imperial består till största delen av jordbruksmark.